# Estación de Romanshorn
La estación de Romanshorn es una estación ferroviaria ubicada en la comuna suiza de Romanshorn, en el Cantón de Turgovia.

## Historia
La estación de Romanshorn fue inaugurada en el año 1855, con la apertura de un tramo de la línea Winterthur - Romanshorn. en 1869 se puso en servicio la línea  del Ferrocarril del Noreste de Suiza (En alemán:Schweizerische Nordostbahn) entre Romanshorn y Rorschach; y en ese mismo año se introdujo un transbordador para el tráfico transfronterizo de mercancías hasta/desde Alemania.
En 1871 se abrió la conexión ferroviaria con Hafen Kreuzlingen y Constanza, en la frontera alemana.
La última inauguración de una línea ferroviaria que partiese de Romanshorn se produjo en 1910, con la puesta en servicio por parte del Bodensee-Toggenburg-Bahn, de la línea que une a Romanshorn con Nesslau.
Con el estallido de la Segunda Guerra Mundial, fueron suspendidas las conexiones vía ferry con Lindau y Bregenz, y en 1970, con Friedrichshafen.
Entre 2001 y 2003 la estación sufrió importantes reformas.

## Servicios ferroviarios
Cuenta con diferentes servicios de larga distancia y de cercanías, contando con alguno de ámbito regional. La gran mayoría son prestados por SBB-CFF-FFS, aunque también existen más operadores como SOB (SüdOstBahn).

### Larga distancia
- IC Romanshorn - Amriswil - Sulgen - Weinfelden - Frauenfeld - Winterthur - Zúrich Aeropuerto - Zúrich - Berna - Thun - Spiez - Visp - Brig.
- IR Voralpen Romanshorn - Neukirch-Egnach - Muolen - Häggenschwil-Winden - Roggwil-Berg - Wittenbach - San Galo San Fiden - San Galo - Herisau - Degersheim - Wattwil - Uznach - Schmerikon - Rapperswil - Pfäffikon - Wollerau - Biberbrugg - Arth-Goldau - Küssnacht am Rigi - Meggen Zentrum - Lucerna Verkehrshaus - Lucerna. Servicios cada hora. Operado por SOB.

### S-Bahn
En Suiza, las líneas con carácter metropolitano o de cercanías son denominadas S-Bahn o en las zonas francófonas, RER. Hasta la estación de Romanshorn llegan dos de esas redes de S-Bahn. Una es la red de S-Bahn Zúrich y otra, la red de S-Bahn St. Gallen.

#### S-Bahn Zúrich
Llega únicamente una sola línea de la red S-Bahn Zúrich, la S30, y de modo esporádico.
- S 23 (Zúrich HB – Stadelhofen – Winterthur (– Romanshorn))

#### S-Bahn St. Gallen
Paran tres líneas, que o bien pasan por la estación o inician su trayecto en la misma:
- S 3 San Galo - Romanshorn - Schaffhausen
- S 7 Rorschach – Romanshorn – Weinfelden
- S 8 Kreuzlingen – Romanshorn – Rorschach

En el año 2013 está prevista una expansión de esta red.